# نسخة كربونية

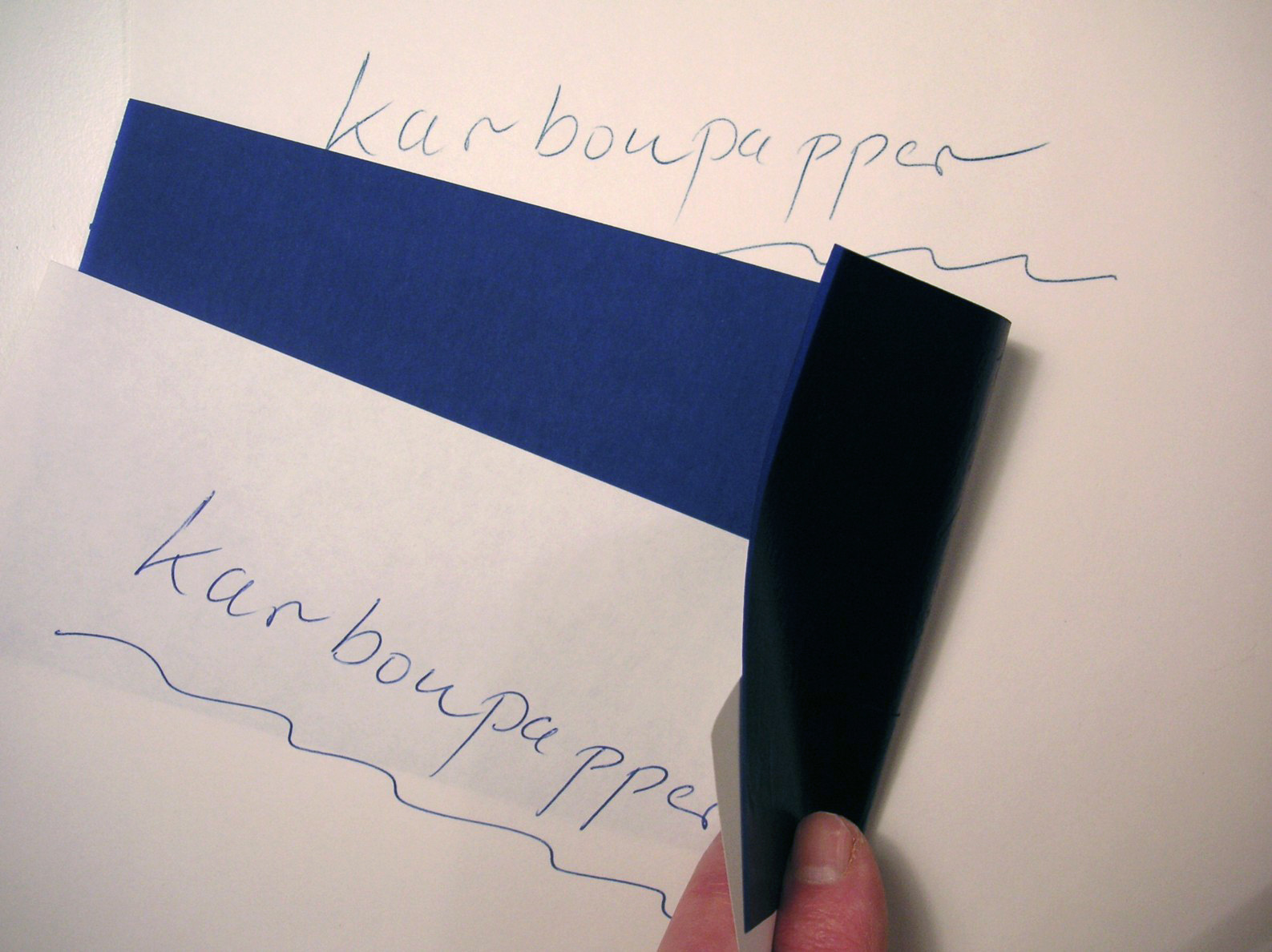
نسخة كرتونية مصنوعة بورق الكربون

نسخة كربونية، هي تقنية استخدام ورق كربون لإنتاج نسخة أو أكثر أثناء كتابة النص الاصلي على الورق. مع التطورات التقنية وظهور الانترنت تم استخدام البريد الالكتروني للتواصل وأصبح المصطلح يشير إلى إرسال نسخ من الرسالة الالكترونية إلى أكثر من مستخدم.